# Kapsabet
Kapsabet är huvudort i distriktet Nandi i provinsen Rift Valley i Kenya. År 1999 hade staden 64 830 invånare.